# Calamites
Cet article possède un paronyme, voir Calamite.
Genre
Calamites est un genre de plantes fossiles du groupe des Sphenophyta, proches des prêles. Comme ces dernières, Calamites possède des tiges articulées et des feuilles parfois réduites, verticillées. Le genre a vécu au Carbonifère il y a environ entre 360 à 300 Ma (millions d'années).

## Description

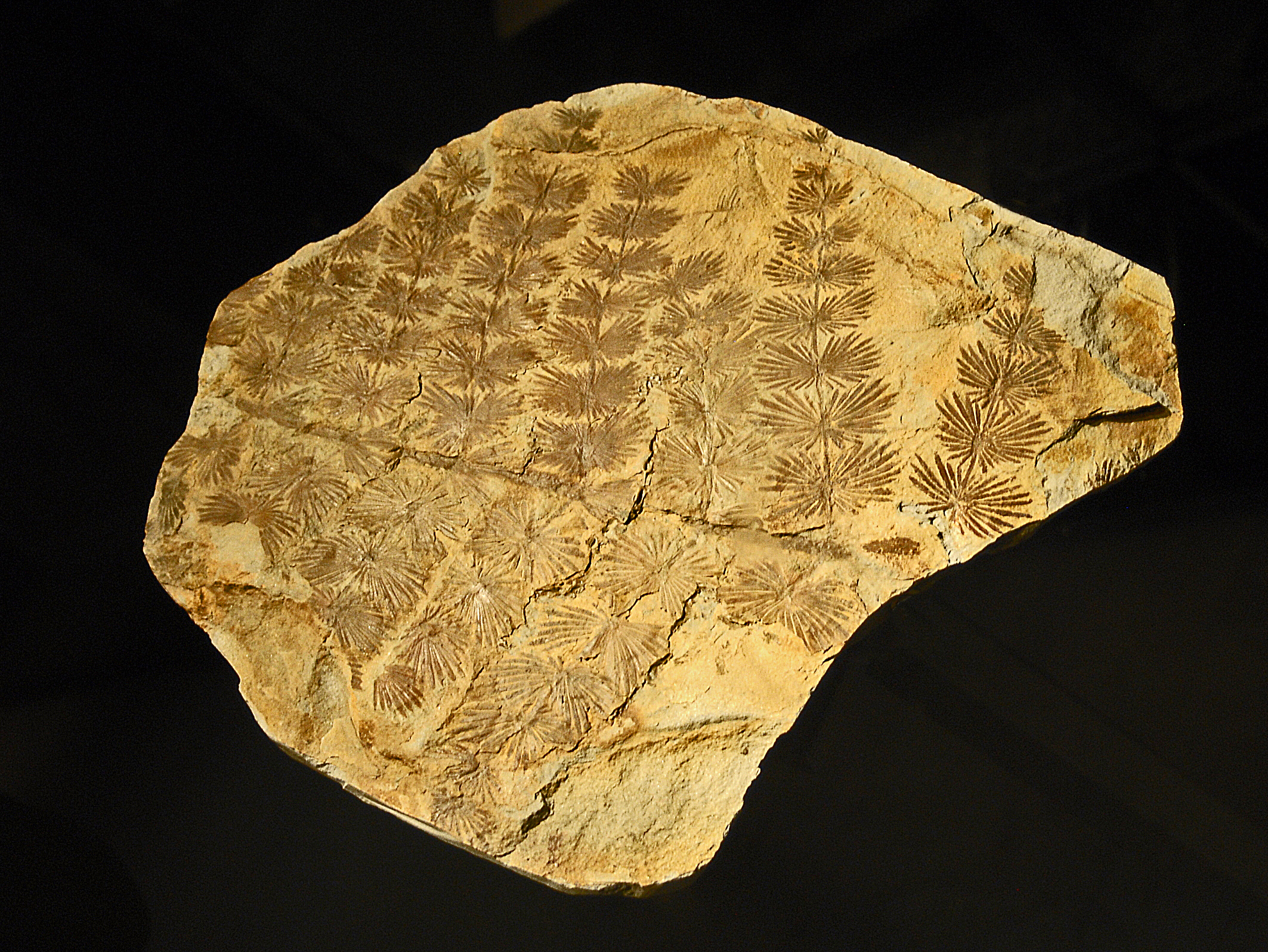
Specimen d'Annularia stellata présenté au Museo Civico di Storia Naturale di Milano.

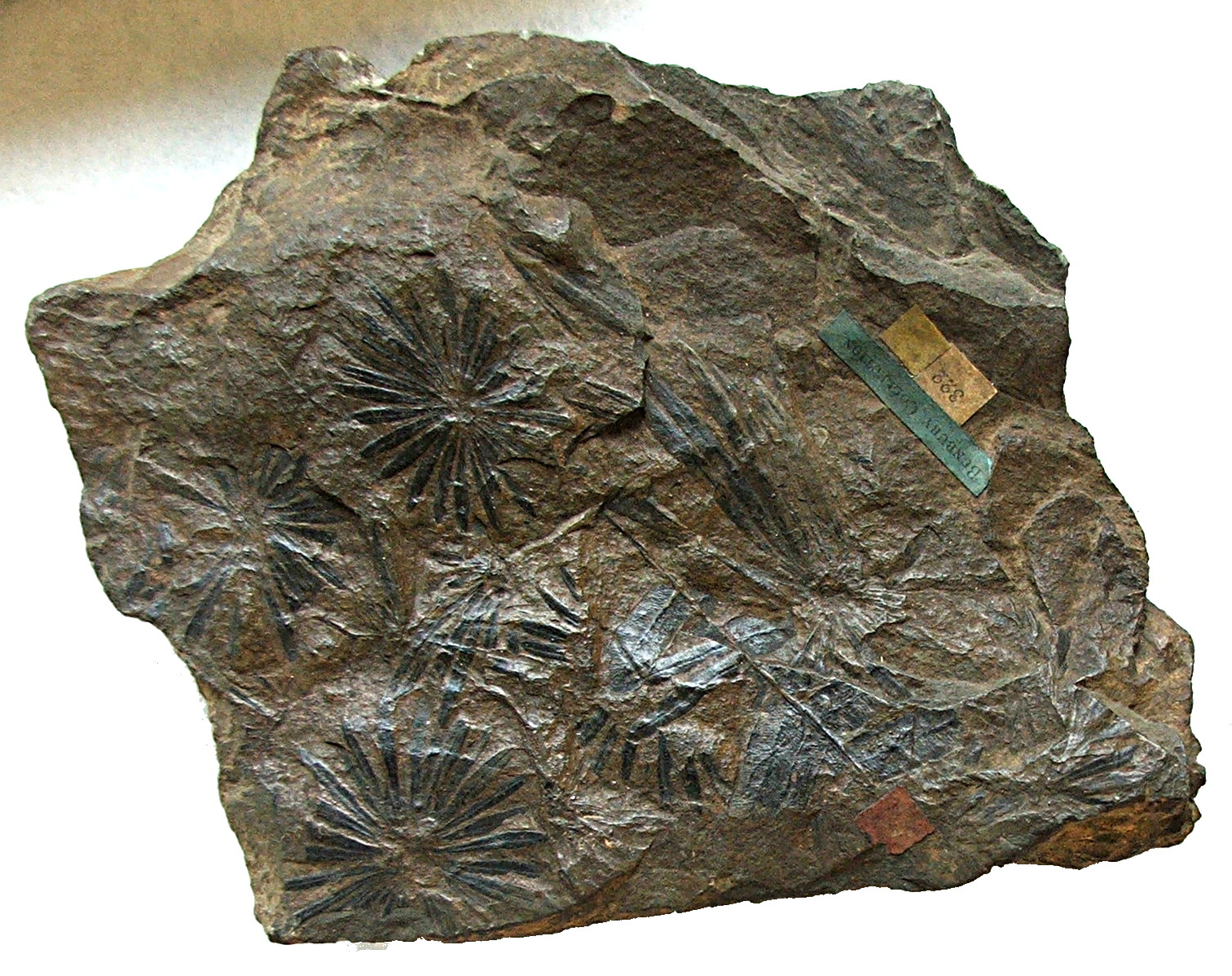
Feuillage d'une Calamitaceae au de Cambridge.

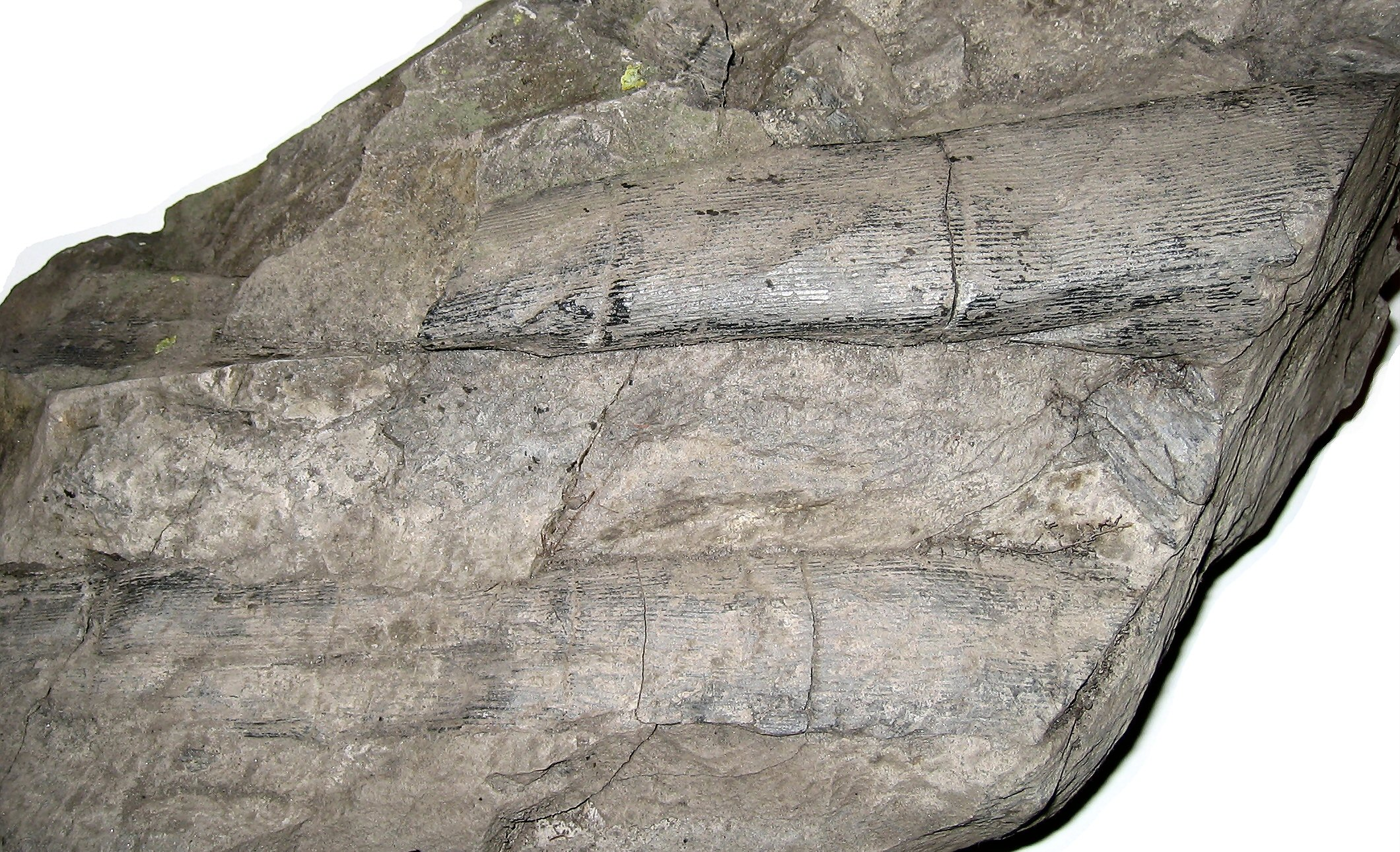
Tronc de Calamites sp., Carbonifère.

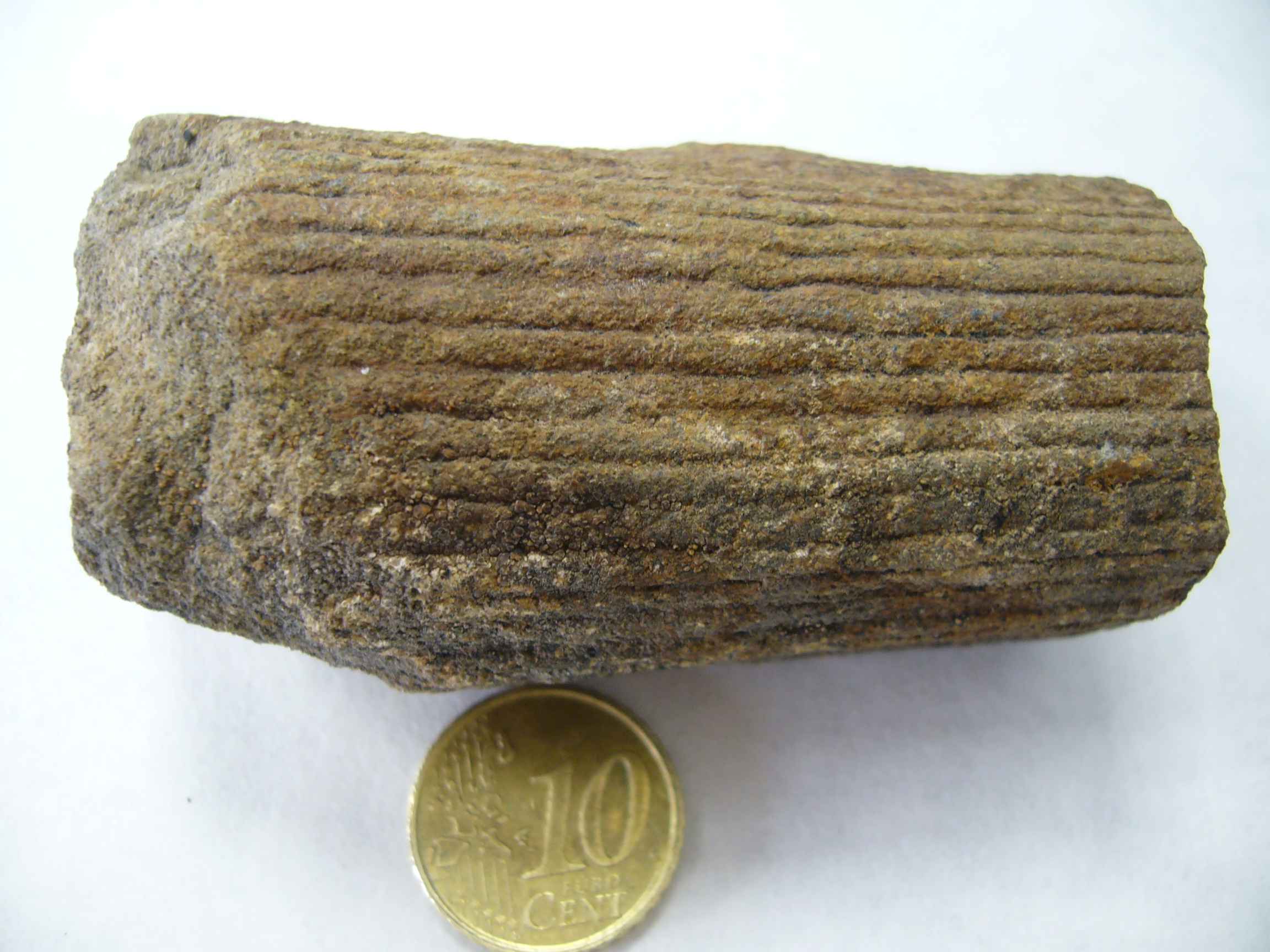
Tronc de Calamites fossilisé.

Arborescents, les Calamites formaient des arbres de taille moyenne, plus ou moins ramifiés, de 10 mètres de hauteur, avec un tronc d'un mètre de diamètre. Le tronc pouvait s'épaissir, le bois secondaire était composé de trachéides scalariformes aérolées, d'éléments de soutien, de parenchyme de réserve. Ces arbres constituaient la principale essence du sous-étage arbustif des marais du Carbonifère à l'origine de la formation de la houille.
Les troncs érigés se connectaient à un rhizome souterrain épais.
L'aspect de l'arbre était impressionnant : les tiges étaient cannelées et brillantes, le tronc articulé et cannelé est comparable à celui du bambou, les tiges se connectaient au tronc et y laissaient des cicatrices quand elles tombaient.
L'appareil sporifère était compact et formé d'un épi formé de feuilles sporangifères et stériles qui alternent. Les feuilles stériles de l'épi, les bractées, sont verticillées. Ce verticille formait une structure en forme de couronne ou d'assiette qui recouvrait les feuilles sporangifères peltées.
Les feuilles de Calamites sont uninervées et peuvent être assez grandes sur les tiges terminales.
Le genre Calamites est composé de 4 sous-genres :
- Mesocalamites : les cannelures de deux entre-nœuds peuvent être superposées et non superposées, et cela sur le même arbre.
- Stylocalamites : ce sont des calamites peu ramifiés. Les tiges principales sont souterraines, puis des ramifications en candélabre aboutissent à un groupe de tiges aériennes. Ils avaient un port étrange avec un toupet de feuilles terminales plaquées contre le tronc.
- Eucalamites : presque tous les nœuds portent des rameaux. Il y a deux sous-groupes :
  - Cruciacalamites, dont chaque nœud porte plusieurs rameaux,
  - Diplocalamites, dont chaque nœud porte deux rameaux plus ou moins opposés.
- Calamitina : certains nœuds seulement portent des rameaux, avec des zones de tronc dénudé assez longues.

Le genre Calamocarpon ont un appareil reproducteur avec une mégaspore, ce qui le rapproche de l'ovule.
Les Calamites sont assez proches des prêles modernes, notamment des espèces comme Equisetum schaffneri de 2 m de hauteur, au tronc de 10 cm de diamètre, qui a une tendance arborescente.